# 加納城
加納城（かのうじょう）は、岐阜県岐阜市加納丸の内にあった日本の城。

## 概要
徳川家康による天下普請によって築かれた平城で、江戸時代には加納藩藩主家の居城となった。城跡は加納城跡（かのうじょうあと）として国の史跡に指定されている。

## 構造
加納城は2重の堀をもつ、南北に細長い城である。城の大手門は北側の中山道に面しており、大手門前で屈曲する構成となっていた。内堀は本丸を取り囲む形で配置され、北堀からは障子堀が見つかっている。外堀は東側が荒田川、北側が清水川、西側が長刀堀であり、南側の外堀は加納中学校付近にあった。主要な部分は本丸を中心に、東に二ノ丸、北に厩曲輪・三ノ丸、南に大藪曲輪があった。この城の石垣には加工するにはあまり適さないチャートが使われている。
城下町・加納は、東に配置された武家地と、北側にある中山道53番目の宿場である加納宿であった。

### 本丸
本丸は方形をなし、そこから外枡形が突出している。これは初期徳川系城郭の特徴のひとつで「加納城型」とも呼ばれている。
『加納城修理絵図』には、本丸北西隅に天守台、北東、南東、南西の隅に2重の隅櫓、南西隅櫓と天守台の間に二重櫓が1棟が描かれている。
天守は上げられず、代わりに二ノ丸北東隅に御三階櫓が建てられていた。 

### 御三階櫓
御三階櫓は、享保13年（1728年）に書かれた城絵図によれば独立式層塔型3重4階である。二ノ丸の東北隅に建てられ、現存当時は「お三階」と呼ばれていた。慶長6年（1601年）廃城となった岐阜城山頂にあった天守を移築したものと伝えられ、絵図面からは、東西面と南北面とで柱間寸法に違いがあるなど改変の跡と見られる構造が覗える。
享保13年に落雷による大火で焼失し、そのまま廃藩置県を迎える。現在は同地に岐阜地方気象台がある。

## 歴史・沿革

### 前期加納城
文安2年（1445年）に川手城の備えのため、土岐氏の家宰の斎藤利永によって沓井城として築城された。船田合戦では斎藤妙純の居城となっていた。しかし、天文7年（1538年）にはすでに廃城となっている。

### 後期加納城
関ヶ原合戦の結果、それまで岐阜城を本拠地にしていた織田秀信（信長の孫息子）が追放され、慶長6年（1601年）に岐阜城は破却された。岐阜城の代わりとして翌1602年7月1日から加納城が築城され、9月に徳川家康の義理の息子である奥平氏が入城した時には本丸・二ノ丸は完成していたようである。縄張は徳川家康自身が行ったとされ、普請奉行は本多忠勝とし近隣の大名を動員した。いわゆる天下普請である。建材は主に岐阜城の櫓や石垣が用いられ、近くの革手城からも土砂などが用いられた。解体した岐阜城天守の部材を二ノ丸御三階櫓に転用したと伝えられる。加納城は加納藩の藩主の居城となり、慶長7年（1603年）に奥平信昌が入った後、奥平氏の居城となった。
寛永9年（1632年）に奥平忠隆が死去、嫡子がいないために改易されると従兄弟の大久保忠職が入城、一時的に城主となる。その後の寛永16年（1639年）に戸田光重が入城、3代にわたり城主を務めるが移封され、宝永8年（1711年）に安藤信友の居城となった。さらに時代が下って宝暦5年（1755年）に永井直陳が加納藩主となり、明治維新に至るまで永井氏の居城となった。

### 近代
明治4年（1871年）、廃藩置県によって加納県の県庁が置かれたが、同年11月に岐阜県へ合併した。翌、明治5年（1872年）、廃城令により城は廃城処分となり建物は破却。城門などは売却された。明治33年（1900年）、岐阜県師範学校が跡地に置かれ、本丸跡を運動場とした。明治39年（1906年）三の丸跡に加納尋常小学校が移転される。昭和14年（1939年）、本丸跡が陸軍第51航空師団司令部となり、戦後は昭和29年（1954年）から昭和50年（1975年）まで自衛隊の駐屯地が置かれるなどした後、昭和58年（1983年）10月28日に加納城跡として国の史跡に指定された。
城の周辺は基本的に市街地化している。近年の発掘調査で枡形や前期加納城の土塁・礎石の跡、埋没した石垣や井戸跡、多くの土器などが出土した。遺構は調査後に埋め戻され、現在では加納公園（本丸跡）と周辺に石垣、堀跡などが見られる。

## 現存建物
- 岐阜市日置江 - 「EXEX GARDEN エグゼクス・ガーデン」に二の丸門とされる城門が移築されている。
- 各務原市蘇原 - 城門2棟がそれぞれ個人宅に移築されているとされていたが、そのうち蘇原野口町（野口館）にあった「安積門」について、門の土台に残された墨文字から大垣城のものであることがわかった[9]。この門は中山道鵜沼宿に移築され、2009年（平成21年）5月から一般公開されている[10]。

## ギャラリー

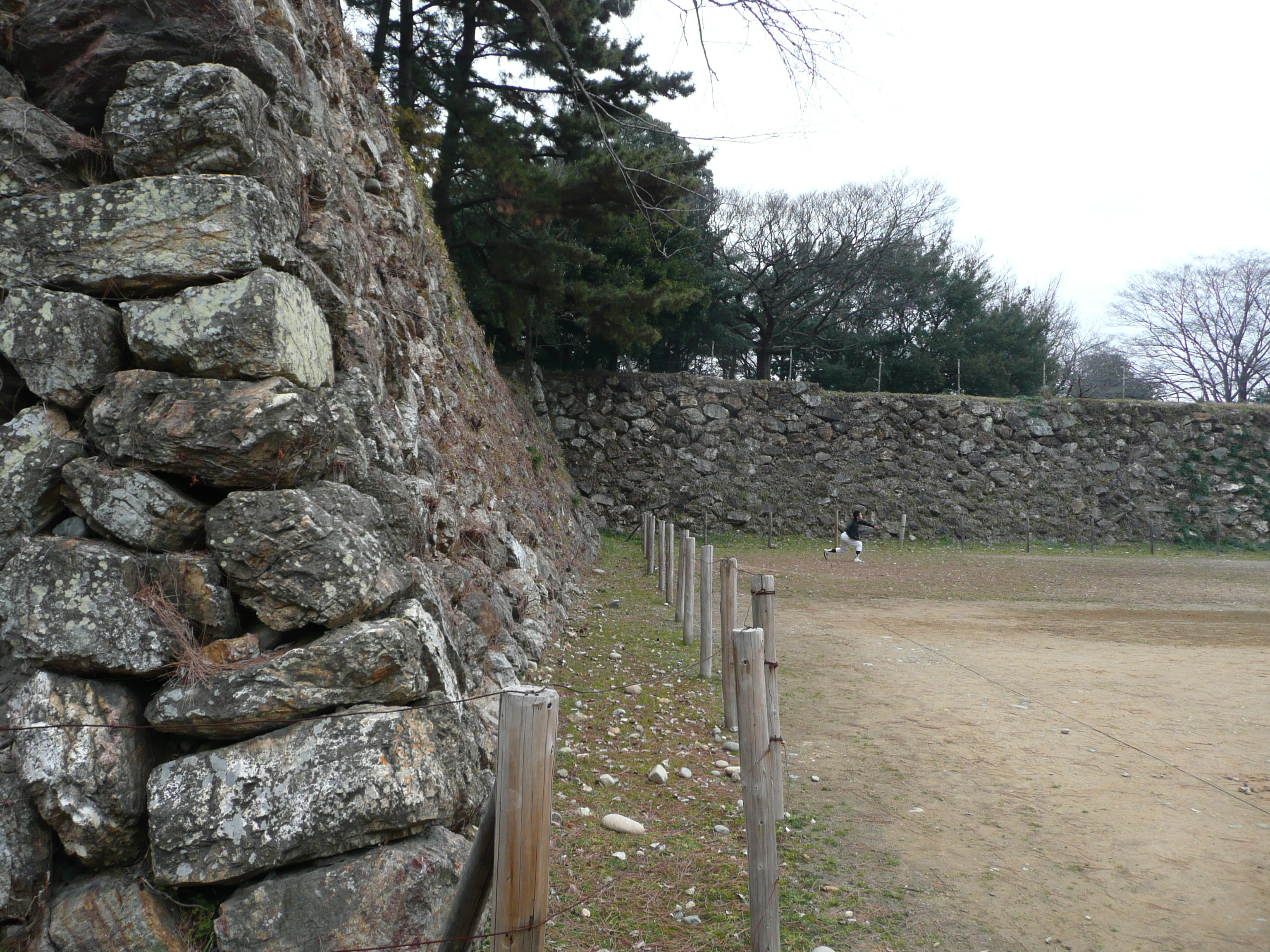
チャートを使用した石垣
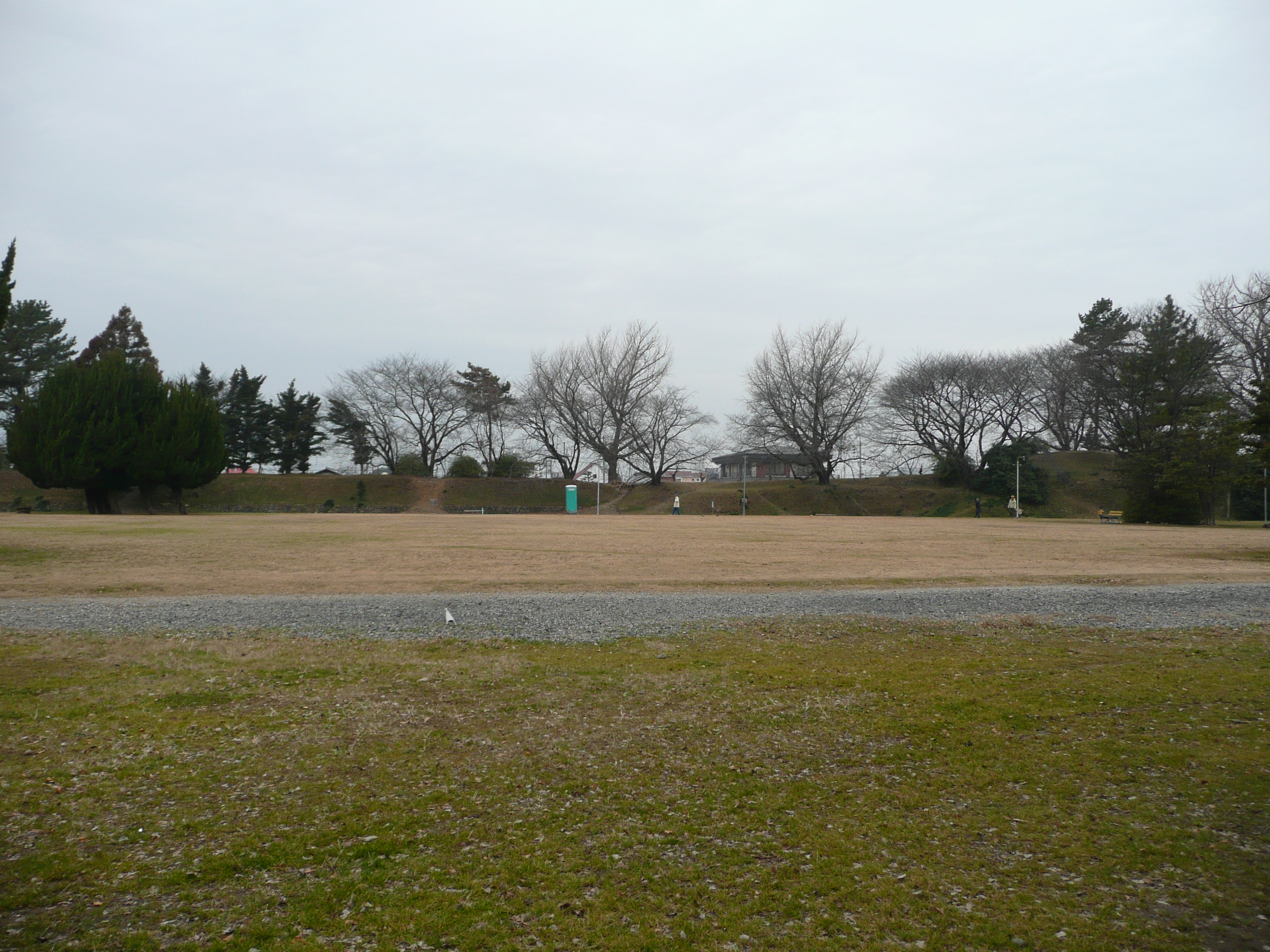
本丸跡
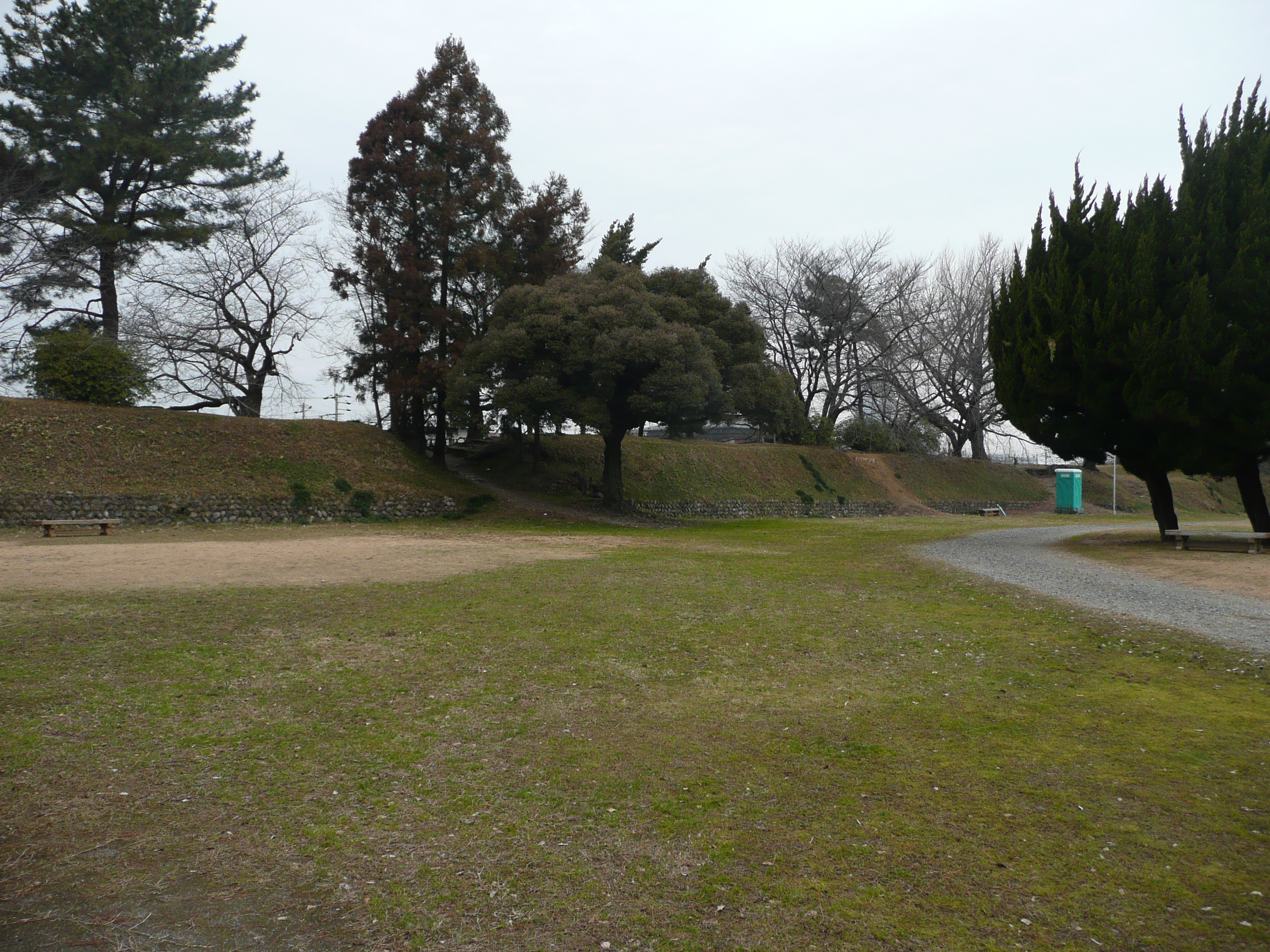
土塁

## 作品
歌川広重の浮世絵「木曽海道六十九次」のうち「加納」に城の一部が描かれている。